# Kopparvallen
Kopparvallen – stadion piłkarski w Åtvidabergu, w Szwecji. Obiekt może pomieścić 8600 widzów. Swoje spotkania rozgrywają na nim piłkarze klubu Åtvidabergs FF. Stadion został otwarty w 1920 roku i od tego czasu był kilkakrotnie modernizowany. W 1999 roku obiekt gościł część spotkań piłkarskich Mistrzostw Europy do lat 18.